# 千紀園

株式会社 千紀園（せんきえん、英：Senkien Tea Co., Ltd.）は、滋賀県草津市上笠2丁目に本社を置く日本茶専門店。
会社設立は1972年で、"千年の香り千紀園（せんきえん）”で知られる。
主な取扱商品は、日本茶・茶道具・抹茶スイーツ。

## 概要
江戸時代初期の寛文年間（1661年～）との言い伝えあり。
歴代の大石家は、平安時代に京より近江国に移り、栗太郡大石庄（滋賀県大津市大石東町・大石中町）に移る。
室町時代～安土桃山時代に、滋賀県草津市上笠に移る。
江戸時代末期に茶業とともに米卸業も商いとしていた。
戦時中に米卸業は廃業し、昭和26年2月「大石茶舗」として茶販売業を専業とする。
1967年（昭和42年）10月「千紀園茶業」と改名する。
1970年（昭和45年）10月、現住所の 滋賀県草津市上笠2-11-8 に本社と工場を移転。
1972年（昭和47年）10月、「株式会社千紀園」と称号を改め、法人設立となる。

## 事業所
草津本店
滋賀県草津市の本社横に本店を構えている。
2024年7月より、新店舗の建設が始まり、2025年春の開業予定。
工場
茶工場は2工場ある。
菓子工場は1工場ある。
草津近鉄店
直営店として、近鉄百貨店草津店1階に店舗を構えている。
1997年9月5日の開業以来、店舗を構えている。

## 取り扱い商品
日本茶・茶道具・抹茶スイーツを主な取り扱い商品としている。
日本茶
日本茶は宇治茶、近江茶、朝宮茶を取り扱っている。
お茶の種類は玉露、抹茶、煎茶、かぶせ茶、かりがね、玄米茶、番茶、グリーンティーと豊富。
季節限定だが、5月の新茶や年末年始の大福茶などがある。
茶道具
茶の湯の道具は、店舗とインターネットでの通信販売で行っている。
取扱数は8,000点以上となり、国内最大級の取扱い数である。茶碗の取扱数が特に多く、本店からは京都や信楽の産地に近く、この地域の作家との取扱商品も多い。
抹茶スイーツ
お茶屋ならではの本格抹茶スイーツの提供を目指して、2003年より抹茶を使用したお菓子の自社開発・製造を開始。
自社工房でパティシエがひとつずつ丁寧に手作りしており、工場生産でない菓子づくりの良さを感じる商品ばかりである。
抹茶スイーツは30種類以上を開発している。
濃厚抹茶スイーツは、お茶屋だから表現できる本物の味わいであり、国内トップクラスの“本格抹茶スイーツの世界”を作り出す老舗茶舗として高い評価がある。テレビや雑誌など多くのメディアで紹介されており、マツコの知らない世界「本格抹茶スイーツの世界」でも紹介された「抹茶チーズケーキ」は人気商品である。

## テレビCM
テレビＣＭはびわこ湖放送の開局以来であり、50年以上放映しており滋賀県内で多くの人に知られている。
1990年代には、KBS京都でも放映されていた。